# Приб, Эдгар
Эдгар Приб (нем.  Edgar Prib; род. 15 декабря 1989, Нерюнгри, Якутская АССР) — немецкий футболист, полузащитник клуба «Гройтер Фюрт II».

## Биография
Приб родился в городе Нерюнгри, в Якутии 15 декабря 1989 года. В возрасте двух лет переехал с родителями в Германию, в город Фюрт. Учился в средней школе «Харденберг», на юге Фюрта, и сдал в 2009 году экзамен на аттестат зрелости.
В 1996 году Эдгар поступил в школу местного «Гройтера». В сезоне 2007/08 дебютировал составе «Фюрта» в Баварской лиге. В следующем сезоне провел за вторую команду 32 матча, забил 5 мячей в Регионаллиге.
Летом 2009 года подписал с основной командой контракт до середины 2012 года. В сезоне 2008/09 второй Бундеслиги сыграл 9 игр, однако порвал свзяки голеностопного сустава и не смог продолжать выступления в том сезоне. В сезоне 2009/10 провел за клуб 2 игры. В следующем сезоне уже был основным игроком команды. Перед началом сезона 2011/12 продлил контракт с клубом до 2014 года
После вылета из Первой Бундеслиги в сезоне 2012/13, Приб подписал контракт с «Ганновером» до 2017 года. По данным Kicker, трансфер обошёлся «Ганноверу» в 2,5 миллиона евро. В сезоне 2015/2016 ганноверцы вылетели из Первой Бундеслиги, однако смогли вернуться в элиту немецкого футбола с первой попытки. 9 августа 2017 года был назначен капитаном «Ганновера», однако спустя всего неделю получил серьёзную травму: разрыв крестообразных связок колена, а весной 2018 года случился рецидив травмы. Таким образом, в сезоне 2017/2018 Эдгар сыграл за свою команду всего в одном официальном матче в кубке страны. В мае 2018 года продлил с клубом контракт на год. Вернулся на поле 27 апреля 2019 года в домашнем матче чемпионата Германии против «Майнца» (1:0), выйдя на замену в перерыве.

## Возможность выступления за сборную России
Эдгар Приб родился в 1989 году на территории РСФСР и никогда не играл ни за молодёжные, ни за основную сборную Германии. Это означает, что он может быть вызван в сборную России без дополнительных согласований с ФИФА. В 2016 году сказал, что надеется на вызов в сборную после получения российского паспорта.